# Persone di cognome Ford
| Questa pagina contiene informazioni ricavate automaticamente dalle voci biografiche con l'ausilio del template Bio e di un bot. L'aggiornamento è periodico e automatico e ricostruisce completamente la pagina. Se manca una persona in questa lista, sei pregato di non aggiungerla, ma accertati piuttosto che la sua voce biografica contenga il template Bio e che i dati anagrafici siano correttamente compilati. Se il template Bio manca, inseriscilo tu stesso o, in alternativa, metti l'avviso {{tmp\|Bio}} che ne segnala la mancanza. Se i dati riportati sono sbagliati, correggi direttamente la voce biografica; le modifiche saranno visibili in questa lista entro pochi giorni. Per chiarimenti vedi il progetto antroponimi. La lista contiene solo le 113 persone che sono citate nell'enciclopedia e per le quali è stato implementato correttamente il template Bio. Pagina aggiornata al 7 ago 2025. |

Questa è una lista di persone presenti nell'enciclopedia che hanno il cognome Ford, suddivise per attività principale.

## Allenatori di calcio(1)
- Fred Ford, allenatore di calcio e calciatore inglese (Dartford, n. 1916 - Bristol, † 1981)

## Allenatori di pallacanestro(1)
- Travis Ford, allenatore di pallacanestro e ex cestista statunitense (Madisonville, n. 1969)

## Artisti(1)
- Henry Justice Ford, artista inglese (Londra, n. 1860 - † 1941)

## Astronauti(1)
- Kevin Ford, ex astronauta statunitense (Portland, n. 1960)

## Attori(10)
- Colin Ford, attore e doppiatore statunitense (Nashville, n. 1996)
- Francis Ford, attore, regista e sceneggiatore statunitense (Portland, n. 1881 - Los Angeles, † 1953)
- Glenn Ford, attore canadese (Sainte-Christine-d'Auvergne, n. 1916 - Beverly Hills, † 2006)
- Harrison Ford, attore statunitense (Chicago, n. 1942)
- Harrison Ford, attore statunitense (Kansas City, n. 1884 - Los Angeles, † 1957)
- James Ford, attore statunitense (Lawrence, n. 1903 - San Diego, † 1977)
- Luke Ford, attore australiano (Vancouver, n. 1981)
- Steven Ford, attore statunitense (East Grand Rapids, n. 1956)
- Trent Ford, attore e modello statunitense (Akron, n. 1979)
- Wallace Ford, attore britannico (Bolton, n. 1898 - Woodland Hills, † 1966)

## Attrici(8)
- Carole Ann Ford, attrice britannica (Ilford, n. 1940)
- Clementine Ford, attrice statunitense (Memphis, n. 1979)
- Constance Ford, attrice e modella statunitense (New York, n. 1923 - New York, † 1993)
- Courtney Ford, attrice statunitense (Huntington Beach, n. 1978)
- Faith Ford, attrice statunitense (Alexandria, n. 1964)
- Maria Ford, attrice statunitense (Pikes Peak, n. 1966)
- Ruth Ford, attrice statunitense (Brookhaven, n. 1911 - New York, † 2009)
- Catherine Tate, attrice e comica britannica (Bloomsbury, n. 1969)

## Autori televisivi(1)
- Phil Ford, autore televisivo britannico (n. 1950)

## Calciatori(7)
- David Ford, ex calciatore inglese (Sheffield, n. 1945)
- Donald Ford, ex calciatore scozzese (Linlithgow, n. 1944)
- Mark Ford, ex calciatore inglese (Pontefract, n. 1975)
- Bobby Ford, ex calciatore inglese (Bristol, n. 1974)
- Simon Ford, ex calciatore inglese (Newham, n. 1981)
- Tony Ford, ex calciatore inglese (Grimsby, n. 1959)
- Trevor Ford, calciatore gallese (Swansea, n. 1923 - Swansea, † 2003)

## Cantanti(4)
- Tennessee Ernie Ford, cantante statunitense (Bristol, n. 1919 - Reston, † 1991)
- Colton Ford, cantante e attore pornografico statunitense (Pasadena, n. 1962 - Palm Springs, † 2025)
- Mary Ford, cantante statunitense (El Monte, n. 1924 - Arcadia, † 1977)
- Willa Ford, cantante statunitense (Ruskin, n. 1981)

## Cestiste(3)
- Cheryl Ford, ex cestista statunitense (Homer, n. 1981)
- Kisha Ford, ex cestista e allenatrice di pallacanestro statunitense (Baltimora, n. 1975)
- Stacey Ford, ex cestista statunitense (Anderson, n. 1969)

## Cestisti(13)
- Alphonso Ford, cestista statunitense (Greenwood, n. 1971 - Memphis, † 2004)
- Bob Ford, ex cestista statunitense (Evansville, n. 1950)
- Chris Ford, cestista e allenatore di pallacanestro statunitense (Atlantic City, n. 1949 - Filadelfia, † 2023)
- Don Ford, ex cestista statunitense (Santa Barbara, n. 1952)
- Gib Ford, cestista statunitense (Tulia, n. 1931 - Naples, † 2017)
- Sherell Ford, ex cestista e allenatore di pallacanestro statunitense (Baton Rouge, n. 1972)
- Aleem Ford, cestista statunitense (Lawrenceville, n. 1997)
- Jordan Ford, cestista statunitense (Citrus Heights, n. 1998)
- Phil Ford, ex cestista e allenatore di pallacanestro statunitense (Rocky Mount, n. 1956)
- Quincy Ford, cestista statunitense (St. Petersburg, n. 1993)
- Sharrod Ford, ex cestista statunitense (Washington, n. 1982)
- T.J. Ford, ex cestista statunitense (Houston, n. 1983)
- Xavier Ford, cestista statunitense (Colorado Springs, n. 1993)

## Chitarriste(1)
- Lita Ford, chitarrista e cantante statunitense (Streatham, n. 1958)

## Chitarristi(2)
- Marc Ford, chitarrista, cantante e compositore statunitense (Los Angeles, n. 1966)
- Robben Ford, chitarrista, cantante e compositore statunitense (Woodlake, n. 1951)

## Compositori(1)
- Vincent Ford, compositore giamaicano (Kingston, n. 1940 - Kingston, † 2008)

## Danzatori su ghiaccio(1)
- Bernard Ford, danzatore su ghiaccio britannico (Birmingham, n. 1947 - † 2023)

## Danzatrici(1)
- Rosemarie Ford, ballerina, attrice e cantante inglese (Sherburn-in-Elmet, n. 1962)

## Disc jockey(2)
- Joyryde, disc jockey e produttore discografico britannico (n. 1985)
- DJ Hype, disc jockey e musicista inglese (Londra, n. 1970)

## Drammaturghi(1)
- John Ford, drammaturgo britannico (Ilsington, n. 1586 - Devon)

## Genetisti(1)
- Edmund Brisco Ford, genetista britannico (Dalton-in-Furness, n. 1901 - Oxford, † 1988)

## Giocatori di baseball(1)
- Whitey Ford, giocatore di baseball statunitense (New York, n. 1928 - Lake Success, † 2020)

## Giocatori di football americano(11)
- Cody Ford, giocatore di football americano statunitense (Pineville, n. 1996)
- Dee Ford, giocatore di football americano statunitense (Odenville, n. 1991)
- Henry Ford, ex giocatore di football americano statunitense (Fort Worth, n. 1971)
- Jacoby Ford, giocatore di football americano statunitense (West Palm Beach, n. 1987)
- Jaylan Ford, giocatore di football americano statunitense (Frisco, n. 2001)
- Jerome Ford, giocatore di football americano statunitense (Tampa, n. 1999)
- Rudy Ford, giocatore di football americano statunitense (Big Cove, n. 1994)
- Chase Ford, giocatore di football americano statunitense (Corrigan, n. 1990)
- Len Ford, giocatore di football americano e cestista statunitense (Washington, n. 1926 - Detroit, † 1972)
- Mike Ford, giocatore di football americano statunitense (St. Louis, n. 1998)
- Poona Ford, giocatore di football americano statunitense (Hilton Head, n. 1995)

## Giocatori di snooker(1)
- Tom Ford, giocatore di snooker inglese (Glen Parva, n. 1983)

## Giocatrici di curling(1)
- Atina Ford, giocatrice di curling canadese (Regina, n. 1971)

## Hockeisti su prato(1)
- Russell Ford, hockeista su prato australiano (n. 1983)

## Imprenditori(2)
- Edsel Ford, imprenditore statunitense (Detroit, n. 1893 - Grosse Pointe Shores, † 1943)
- Henry Ford, imprenditore statunitense (Springwells Township, n. 1863 - Dearborn, † 1947)

## Imprenditrici(1)
- Eileen Ford, imprenditrice statunitense (New York, n. 1922 - Morristown, † 2014)

## Liutisti(1)
- Thomas Ford, liutista e compositore inglese († 1648)

## Matematici(2)
- Lester Randolph Ford Sr., matematico statunitense (n. 1886 - † 1967)
- Lester Randolph Ford Jr., matematico statunitense (n. 1927 - † 2017)

## Modelle(3)
- Anitra Ford, ex modella, attrice e fotografa statunitense (California, n. 1942)
- Jineane Ford, modella statunitense (Gilbert, n. 1960)
- Judith Ford, modella statunitense (Belvidere, n. 1949)

## Montatori(1)
- Jeffrey Ford, montatore statunitense (Novato, n. 1968)

## Nuotatori(1)
- Alan Ford, nuotatore statunitense (Panama, n. 1923 - Sarasota, † 2008)

## Nuotatrici(1)
- Michelle Ford, ex nuotatrice australiana (Sydney, n. 1962)

## Ornitologi(1)
- Hugh Alastair Ford, ornitologo australiano (n. 1946)

## Politiche(1)
- Vicky Ford, politica britannica (Omagh, n. 1967)

## Politici(5)
- Harold Ford, politico statunitense (Memphis, n. 1945)
- Harold Ford, politico statunitense (Memphis, n. 1970)
- Rob Ford, politico e avvocato canadese (Etobicoke, n. 1969 - Toronto, † 2016)
- Wendell Ford, politico statunitense (Owensboro, n. 1924 - Owensboro, † 2015)
- William D. Ford, politico, avvocato e militare statunitense (Detroit, n. 1927 - Ypsilanti, † 2004)

## Registi(3)
- Aleksander Ford, regista e sceneggiatore polacco (Kiev, n. 1908 - Naples, † 1980)
- Hugh Ford, regista e sceneggiatore statunitense (Washington, n. 1868 - † 1952)
- Philip Ford, regista e attore statunitense (Portland, n. 1900 - Los Angeles, † 1976)

## Rugbisti a 15(2)
- George Ford, rugbista a 15 britannico (Oldham, n. 1993)
- Ross Ford, ex rugbista a 15 britannico (Edimburgo, n. 1984)

## Sassofonisti(1)
- Ricky Ford, sassofonista statunitense (Boston, n. 1954)

## Scenografi(1)
- Roger Ford, scenografo e costumista britannico

## Sciatori alpini(1)
- Tommy Ford, sciatore alpino statunitense (Bend, n. 1989)

## Sciatrici alpine(1)
- Julia Ford, ex sciatrice alpina statunitense (Concord, n. 1990)

## Scrittori(2)
- Charles Henri Ford, scrittore, fotografo e regista statunitense (Brookhaven, n. 1908 - New York, † 2002)
- Richard Ford, scrittore statunitense (Jackson, n. 1944)

## Stilisti(1)
- Tom Ford, stilista, regista e sceneggiatore statunitense (Austin, n. 1961)

## Supercentenarie(1)
- Hester Ford, supercentenaria statunitense (Lancaster, n. 1905 - Charlotte, † 2021)

## Tenori(1)
- Bruce Ford, tenore statunitense (Lubbock, n. 1956)

## Teologi(1)
- Thomas Ford, teologo e religioso inglese (Brixton, n. 1598 - Exmouth, † 1674)

## Vescovi cattolici(1)
- Francis Xavier Ford, vescovo cattolico e missionario statunitense (New York, n. 1892 - Canton, † 1952)

## Wrestler(1)
- Crowbar, wrestler statunitense (Rutherford, n. 1974)

## Senza attività specificata(2)
- Mike Ford, allenatore di rugby a 15 inglese (Oldham, n. 1965)
- Robert Ford, pistolero statunitense (Contea di Ray, n. 1861 - Creede, † 1892)